# مذكرة فريش - بيريلز

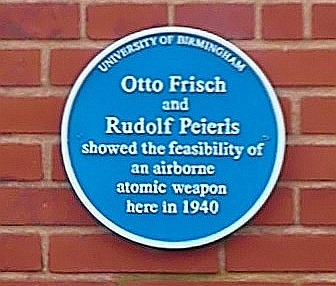
جامعة برمنغهام - مبنى فيزياء بوينتينج - لوحة زرقاء تحمل أسماء الفيزيائيين فريش وبييرلس

مذكرة فريش - بيريلز هي مذكرة قصيرة كتبها عالما الفيزياء الألمانيان أوتو فريش ورودولف بييرلز في مارس 1940 خلال فترة عملهما مع مارك أوليفانت في جامعة برمنجهام في بريطانيا خلال الحرب العالمية الثانية. وكانا قد ذكرا فيها إمكانية صنع قنبلة ذرية من كمية صغيرة من اليورانيوم الانشطاري. أثارت مذكرة فريش-بيريلز اهتمام كل من السلطات البريطانية والأمريكية وقادتهما فيما بعد إلى مسار مشروع منهاتن.

## روابط خارجية
- مذكرة بشأن خصائص «قنبلة فائقة» مشعة
- على بناء «قنبلة فائقة» على أساس سلسلة من ردود الفعل النووية في اليورانيوم